# Рижский рынок
Ри́жский ры́нок (Кресто́вский ры́нок) — рынок в Москве на проспекте Мира, рядом со станцией метро «Рижская» и Рижским вокзалом. Основан в 1982 году. В годы перестройки стал известен как центр зарождающегося кооперативного движения. В настоящее время популярен как одно из главных мест цветочной торговли в Москве.

## История

### Создание рынка
Торговые ряды на территории Крестовской заставы, где в 1901 году был построен Виндавский вокзал (нынешний Рижский), появились в начале XX века. Самым ходовым товаром были лапти для богомольцев, так как отсюда начинались паломнические маршруты. Торговля шла как на самой площади рядом с вокзалом, так и в деревянном здании рынка, известного как Крестовский.
Современное здание Рижского сельскохозяйственного рынка было открыто в 1982 году по решению Моссовета. В годы перестройки, после выхода в 1987 году закона «О кооперации», он стал центром зарождающегося кооперативного движения, ставшего предтечей рыночной экономики в позднем СССР и постсоветской России. Тогда на прилавках появился широкий ассортимент отечественных и импортных товаров, в том числе редких и контрафактных: одежды, обуви, мебели, сувениров, модных каталогов, магнитофонных записей, техники, косметики. Здесь же работали видеосалоны с зарубежными фильмами. Пик торговли приходился на выходные дни, на рынок приезжали жители не только Москвы и Подмосковья, но и близлежащих областей.

### Постсоветское время
С начала 1990-х годов Рижский рынок продолжил играть роль в становлении российской свободной торговли. Первых кооператоров постепенно вытеснили «челноки» — коммерсанты, привозившие дешёвые товары из Польши, Турции и других стран. В 1994 году часть уличных торговых рядов была снесена, на их месте был построен универмаг «Крестовский», где продавались одежда, обувь, бытовая техника и электроника, парфюмерия и украшения ведущих мировых брендов разного ценового сегмента.
В постсоветскую эпоху рынок считался центром российского рэкета. На нём действовали организованные преступные группировки из Москвы и Подмосковья, а также выходцы из Чечни и Азербайджана. В то же время, в 1990-е годы он преобразовался в огромную торговую территорию с широким ассортиментом товаров: от сельскохозяйственной продукции до бытовой техники и мебели. Сохранялись проблемы с коррупцией, недостатком кассовых аппаратов, отсутствием санитарного контроля.
Во второй половине 1990-х годов Рижский рынок стал центром торговли телевизорами, аудиоаппаратурой и электроникой, тогда же на его территории стали массово продаваться цветы.
По словам председателя Мосгордумы по предпринимательству Виктора Волкова, ещё в начале 2000-х на Рижском рынке «можно было запросто купить автомат Калашникова и пучок петрушки одновременно». Криминальная репутация рынка получила отражение и в массовой культуре. Герой Сергея Безрукова в сериале «Бригада», считающемся «российской гангстерской сагой», вернувшись из армии, начинает заниматься рэкетом именно на Рижском рынке, также он упоминается в песне исполнителя русского шансона Владимира Асмолова «В кинозале тёмном»:

… Что ж до этих фильмов заграничной фирмы,

Так прости, мой милый, что же тут сказать?

Нам один барыга с Рижеского рынка

Фильм такой за чирик с рыла как-то показал.

Рижский рынок также мелькал в фильме «Ночной дозор» — по сюжету, герой Валерия Золотухина там работал мясником.

## Современность
В начале 2000-х годов Рижский рынок собирались закрыть и демонтировать, а на его месте построить современный гостинично-офисный центр, расширив тем самым площадь универмага «Крестовский». Соответствующее постановление подписал мэр Москвы Юрий Лужков. Начало строительства было запланировано на 2004—2005 годы.
Старое здание рынка планировалось снести и поставить на его месте временный павильон для торговых рядов, а затем перенести их в одно здание с магазинами и офисами. Первая очередь обновлённого «Крестовского» была построена в 2008 году. Работы по сносу основного здания сначала перенесли на 2011 год, но в итоге от них отказались из-за проблем с согласованием при строительстве фундамента павильона.
В 2012 году торговля техникой на Рижском рынке прекратилась: был закрыт радиорынок, существовавший на его территории с 1990-х годов. Основным товаром оставались цветы, сохранились ряды с овощами, фруктами, мясной и молочной продукцией, мёдом и продуктами пчеловодства. В июне того же года в одном из павильонов произошёл пожар, пострадавших не оказалось. В последующие годы обострились проблемы с нелегальной торговлей и конфликтами интересов криминальных группировок, что также говорило о необходимости реконструкции рынка и контроля над его работой со стороны городских властей. Тем не менее, от идеи со сносом решили окончательно отказаться.
В 2016 году, в связи с началом строительства новой станции «Ржевская» третьего пересадочного контура Московского метрополитена, заместитель мэра Москвы по вопросам градостроительной политики и строительства Марат Хуснуллин вновь заговорил о будущей реконструкции Рижского рынка. В 2017-м представители департамента торговли и услуг города Москвы сообщили о готовящейся интеграции торгового комплекса в готовящийся проект транспортно-пересадочного узла «Рижская», связывающего железнодорожные ветки Октябрьского, Курского и Рижского направлений.
По состоянию на 2018 год, Рижский рынок остаётся одним из главных центров торговли цветами в Москве. Реконструкция торгового комплекса запланирована на 2019 год. Станция «Рижская» Большой кольцевой линии введена в эксплуатацию 1 марта 2023 года..